# 대한민국 민법 제480조
대한민국 민법 제480조는 변제자의 임의대위에 대한 민법 채권법 조문이다.

## 조문
제480조(변제자의 임의대위) ① 채무자를 위하여 변제한 자는 변제와 동시에 채권자의 승낙을 얻어 채권자를 대위할 수 있다.
②전항의 경우에 제450조 내지 제452조의 규정을 준용한다.

第480條(辨濟者의 任意代位) ① 債務者를 爲하여 辨濟한 者는 辨濟와 同時에 債權者의 承諾을 얻어 債權者를 代位할 수 있다.
②前項의 境遇에 第450條 乃至 第452條의 規定을 準用한다.

## 참고 문헌
- 오현수, 일본민법, 진원사, 2014. ISBN 9788963463452
- 오세경, 대법전, 법전출판사, 2014 ISBN 9788926210277
- 이준현 , LOGOS 민법 조문판례집, 미래가치, 2015. ISBN 9791155020869

## 같이 보기
- 대한민국 민법 제450조
- 대한민국 민법 제452조